# میرزا حسن موسوی بجنوردی
میر سید حسن موسوی بجنوردی (۱۳۱٠ قمری – ۱۳۹۵ قمری) فقیه، اصولی و از مراجع عراق بوده‌است. دو فرزند او سید محمدکاظم و سید محمد موسوی بجنوردی مقام‌های سیاسی مهمی را پس از انقلاب ۱۳۵۷ به دست آوردند.

## تحصیل
به منظور دستیابی به مدارج عالی علمی، راهی مشهد گردید. وجود استادان مبرز در رشته‌های گوناگون دانش، از ادبیات عرب و فارسی گرفته تا منطق، فلسفه، کلام و دانشهای نقلی، مانند اصول و فقه و حدیث، و حتی طب و نجوم و هیئت، حوزه مشهد را بسان خوانی گسترده ساخته بود که هر کس با هر ذائقه و سلیقه ای می توانست از نعمات بیکران آن بهره مند گردد. 

## استادان مشهد
- میرزا عبد الجواد ادیب نیشابوری
- میرزا محمد آقازاده خرسانی
- آقابزرگ حکیم
- فاضل خراسانی

## عزیمت به نجف
مدتها از حضور وی در مشهد گذشته بود. آقا میرزا حسن از محضر استادان بزرگ بهترین استفاده‌ها را برده بود. او در این سنین جوانی خود به عنوان مدرسی خوش بیان و صاحب ذوق شناخته می شد.
و شاید برای اقران او کافی بود که به همین حد از دانش اکتفا نموده و به تکرار آنچه فرا گرفته‌اند بپردازند. اما روح کمال جوی او همچنان تشنه آموزش بو. استادان مشهد، با همه تبحر در دانشهای گوناگون دیگر حرف تازه ای که برای او جالب و قانع‌کننده باشد، نداشتند. او احساس می کرد باید به تدریج در جستجوی استادان دیگر باشد. اساتیدی که در مشهد یافت نمی شدند.در آن روزگار حوزه نجف، پربارترین حوزه اسلامی شیعی در دانشهای نقلی بود.

## استادان نجف
- میرزای نائینی
- آقا ضیاءالدین عراقی
- سید ابوالحسن اصفهانی

## آثار
- القواعد الفقهیة (۷ مجلد شامل هفتاد قاعده)
- منتهی الاصول (۲ مجلد شامل نظریات آقا ضیاءالدین عراقی و میرزای نائینی)
- تعلیقة علی العروة الوثقی

## درگذشت
در روز سه شنبه ۲۰ جمادی‌الثانی ۱۳۹۵ قمری در سن هشتاد و پنج سالگی در نجف درگذشت.